# Colungo
Colungo est une municipalité de la comarque de Somontano de Barbastro, dans la province de Huesca, dans la communauté autonome d'Aragon en Espagne.

## Histoire
- En 1275, le roi Jacques Ier d'Aragon vend Colungo à Artaldo de Huerto.
- En 1295, il appartient désormais au roi, en tant que hameau d'Alquézar.
- En 1309, il appartenait à Martín Ruiz.
- Le 1er juillet 1398, le roi Martin Ier d'Aragon confirme l'achat du château de Colungo que les hommes d'Alquézar avaient fait, et l'incorpore à la Couronne, ainsi qu'à Alquézar.
- En 1845, elle a été rejointe par Asque.

## Politique et administration

### Derniers maires
| Période   | Maire                  | Parti |  |
| --------- | ---------------------- | ----- |  |
| 1979-1983 | José Andreu Zamora     | UCD   |  |
| 1983-1987 |                        |       |  |
| 1987-1991 |                        |       |  |
| 1991-1995 |                        |       |  |
| 1995-1999 |                        |       |  |
| 1999-2003 | Dionisio Albás Andreu  | PSOE  |  |
| 2003-2007 | Jorge Rubiella Coronas | PSOE  |  |
| 2007-2011 |                        | PSOE  |  |
| 2011-2015 | Antonio Lacasa Andreu  | PSOE  |  |
| 2015-2019 | Antonio Lacasa Andreu  | PSOE  |  |

### Résultats électoraux
| Élections municipales |      |      |      |      |
| Parti                 | 2003 | 2007 | 2011 | 2015 |
| PSOE                  | 3    | 4    | 4    | 5    |
| PAR                   | -    |      | 1    | -    |
| PP                    | -    | -    | -    | -    |
| CHA                   | 2    | 1    |      |      |
| Total                 | 5    | 5    | 5    | 5    |

## Démographie
| 1900 | 1910 | 1930 | 1940 | 1950 | 1960 | 1970 | 1981 | 1986 |
| ---- | ---- | ---- | ---- | ---- | ---- | ---- | ---- | ---- |
| 747  | 622  | 596  | 446  | 399  | 364  | 265  | 177  | 161  |

| 1992 | 1999 | 2004 | 2007 | 2009 | 2011 | 2013 | 2015 | 2018 |
| ---- | ---- | ---- | ---- | ---- | ---- | ---- | ---- | ---- |
| 141  | 122  | 135  | 148  | 157  | 142  | 115  | 126  | 114  |

## Monuments
- Église paroissiale dédiée à San Esteban Protomártir (gothique aragonais).
- Ermitage de Santa Eulalia
- Maison du notaire, maison de brocante (XVIe siècle).
- Maison de la noisette (XVIIe siècle)
- Pont roman
- L'auberge Colungo

## Gastronomie
À Colungo, on peut acheter des liqueurs de café et de thé, respectivement de 30º et 22º, obtenues par la condensation et la précipitation du vin, soumises à une température d'ébullition constante, et contrôlées dans les alambics.
Le vin est élaboré selon la méthode traditionnelle, qui commence par le pressage pour obtenir le goût, le pressage avec de rares pressoirs en bois et la fermentation dans de grandes cuves en chêne.

## Fêtes
- Le 12 février en l'honneur de Sainte Eulalie
- Le 12 octobre En l'honneur de Nuestra Señora del Pilar